# 2022 w grach komputerowych
| Skróty platform | Skróty platform                                  |
| --------------- | ------------------------------------------------ |
| DC              | Dreamcast                                        |
| Droid           | Android                                          |
| DS              | Nintendo DS                                      |
| GB              | Game Boy                                         |
| GBA             | Game Boy Advance                                 |
| GBC             | Game Boy Color                                   |
| GCN             | GameCube                                         |
| iOS             | iOS                                              |
| Lin             | komputer osobisty z systemem operacyjnym Linux   |
| Mac             | komputer osobisty Mac                            |
| N64             | Nintendo 64                                      |
| NS              | Nintendo Switch                                  |
| PC              | komputer osobisty                                |
| PS1             | PlayStation                                      |
| PS2             | PlayStation 2                                    |
| PS3             | PlayStation 3                                    |
| PS4             | PlayStation 4                                    |
| PS5             | PlayStation 5                                    |
| PSP             | PlayStation Portable                             |
| PSVita          | PlayStation Vita                                 |
| Wii             | Wii                                              |
| WiiU            | Wii U                                            |
| Win             | komputer osobisty z systemem operacyjnym Windows |
| X360            | Xbox 360                                         |
| XONE            | Xbox One                                         |
| Xbox            | Xbox                                             |
| XSX             | Xbox Series                                      |

Artykuł opisuje ważne wydarzenia w 2022 roku w branży gier komputerowych. Zobacz też: historia gier komputerowych.

## Wydane gry
Lista gier wydanych w 2022 roku.

### Styczeń – marzec
| Miesiąc | Dzień | Tytuł                    | Platformy               | Źródła |
| ------- | ----- | ------------------------ | ----------------------- | ------ |
| styczeń | 14    | God of War               | Win                     | [ 1 ]  |
| styczeń | 20    | Hitman Trilogy           | Win, PS4, PS5, XBO, XSX | [ 2 ]  |
| luty    | 4     | Dying Light 2            | Win, PS4, PS5, XBO, XSX | [ 3 ]  |
| luty    | 24    | Edens Zero Pocket Galaxy | iOS, Droid              | [ 4 ]  |
| luty    | 25    | Grid Legends             | Win, PS4, PS5, XBO, XSX | [ 5 ]  |
| luty    | 25    | Elden Ring               | Win, PS4, PS5, XBO, XSX | [ 6 ]  |
| marzec  | 8     | WWE 2K22                 | Win, PS4, PS5, XBO, XSX | [ 7 ]  |
| marzec  | 15    | Grand Theft Auto V       | PS5, XSX                | [ 8 ]  |
| marzec  | 25    | Ghostwire: Tokyo         | Win, PS5                | [ 9 ]  |

### Kwiecień – czerwiec
| Miesiąc  | Dzień | Tytuł                                 | Platformy                   | Źródła |
| -------- | ----- | ------------------------------------- | --------------------------- | ------ |
| kwiecień | 5     | Lego Gwiezdne wojny: Saga Skywalkerów | Win, NS, PS4, PS5, XBO, XSX | [ 10 ] |
| kwiecień | 12    | Ghostwire: Tokyo                      | XSX                         | [ 11 ] |
| kwiecień | 20    | Postal 4: No Regerts                  | Win                         | [ 12 ] |
| maj      | 26    | Sniper Elite 5                        | Win, PS4, PS5, XBO, XSX     | [ 13 ] |
| maj      | 27    | Kangurek Kao                          | Win, NS, PS4, PS5, XBO, XSX | [ 14 ] |
| czerwiec | 2     | Diablo Immortal                       | iOS, Droid                  | [ 15 ] |
| czerwiec | 10    | The Quarry                            | Win, PS4, PS5, XBO, XSX     | [ 16 ] |
| czerwiec | 20    | Raft                                  | Win                         | [ 17 ] |

### Lipiec – wrzesień
| Miesiąc  | Dzień | Tytuł                       | Platformy                   | Źródła |
| -------- | ----- | --------------------------- | --------------------------- | ------ |
| lipiec   | 1     | F1 22                       | Win, PS4, PS5, XBO, XSX     | [ 18 ] |
| lipiec   | 19    | Forza Horizon 5: Hot Wheels | Win, XBO, XSX               | [ 19 ] |
| sierpień | 10    | Diablo Immortal             | Win                         | [ 20 ] |
| sierpień | 11    | Rumbleverse                 | Win, PS4, PS5, XBO, XSX     | [ 21 ] |
| wrzesień | 2     | The Last of Us Part I       | PS5                         | [ 22 ] |
| wrzesień | 19    | Return to Monkey Island     | Win, NS, Mac                | [ 23 ] |
| wrzesień | 30    | FIFA 23                     | Win, NS, PS4, PS5, XBO, XSX | [ 24 ] |

### Październik – grudzień
| Miesiąc     | Dzień | Tytuł                           | Platformy                   | Źródła |
| ----------- | ----- | ------------------------------- | --------------------------- | ------ |
| październik | 14    | Dragon Ball: The Breakers       | Win, PS4, PS5, XBO          | [ 25 ] |
| październik | 25    | Mount & Blade II: Bannerlord    | Win, PS4, PS5, XBO, XSX     | [ 26 ] |
| październik | 28    | Call of Duty: Modern Warfare II | Win, PS4, PS5, XBO, XSX     | [ 27 ] |
| listopad    | 8     | Return to Monkey Island         | PS5, XSX                    | [ 28 ] |
| listopad    | 30    | Warhammer 40,000: Darktide      | Win                         | [ 29 ] |
| grudzień    | 2     | Need for Speed Unbound          | Win, PS5, XSX               | [ 30 ] |
| grudzień    | 8     | Chained Echoes                  | Win, Lin, Mac, NS, PS4, XBO | [ 31 ] |
| grudzień    | 14    | Wiedźmin 3: Dziki Gon           | PS5, XSX                    | [ 32 ] |